# Klinger Ridge
Klinger Ridge ist ein vereister Gebirgskamm an der Bakutis-Küste des westantarktischen Marie-Byrd-Lands. Er erstreckt sich als Ausläufer der Jenkins Heights südlich der Martin-Halbinsel in nordöstlicher Richtung.
Der United States Geological Survey kartierte ihn anhand eigener Vermessungen und Luftaufnahmen der United States Navy aus den Jahren von 1959 bis 1967. Das Advisory Committee on Antarctic Names benannte ihn nach Charles Klinger, Polarlichtforscher und wissenschaftlicher Leiter der Amundsen-Scott-Südpolstation im antarktischen Winter 1973.